# Biblioteca de la Universidad de Murcia
La Biblioteca de la Universidad de Murcia es un área perteneciente a la Universidad de Murcia, y encargada de la gestión de los recursos documentales y bibliográficos, destinados a los procesos de aprendizaje, docencia, investigación y formación continua.
De esta Área dependen la Biblioteca Universitaria, el Archivo Universitario, y el Fondo Antiguo. También gestiona los repositorios institucionales, Depósitos Digitales, de la Universidad de Murcia, entre ellos Digitum y Biblioteca Digital Floridablanca.
Actualmente la Biblioteca Universitaria cuenta con 15 centros repartidos en 5 campus.  

## Servicios
La Biblioteca Universitaria en su  Carta de Servicios ofrece: 
- Adquisición de fondos.
- Depósitos digitales de documentos.

- Consulta y Préstamo de Documentos.
- Formación de Usuarios (CI2).
- Información Bibliográfica e Institucional.
- Préstamo Interbibliotecario.
- Servicios especiales para personas con discapacidad.

Ofrece además: acceso a los recursos electrónicos, cabinas de trabajo en grupo (CTG), salas de ordenadores, WI-FI, sala de estudio 24 h, laboratorios de idiomas, servicio de reprografía, préstamo de portátiles, etc.

## Orígenes
La Biblioteca Universitaria se abrió al público a comienzo del curso 1935-36, rigiéndose por el Reglamento para el Régimen y Servicio de las Bibliotecas Públicas del Estado de 1901.
La biblioteca se crea con los volúmenes trasladados de la antigua Biblioteca Provincial y Universitaria (cerca de 20.000 volúmenes) y con algunos fondos procedentes de las Cátedras y de donativos bibliográficos.
En 1948 se crea la biblioteca de Facultad: Ciencias y Medicina en 1972. En esta época son muy numerosas las bibliotecas de seminarios. A partir de 1980 la Universidad de Murcia adquiere un importante desarrollo con la creación de nuevas Facultades y Escuelas Universitarias: aparecen nuevas bibliotecas de centro, ubicadas en los nuevos edificios, que son atendidas por personal especializado y cualificado. Tras este periodo de expansión, la Biblioteca Universitaria adquiere un gran tamaño, llegando a tener casi 30 colecciones independientes, lo que hace necesario reestructurar y optimizar sus instalaciones. A partir del año 2000, se comienzan a crear los CRAI/Bibliotecas especializados en áreas temáticas.

## Fondos y colecciones
Los fondos de la biblioteca están formados por colecciones generales y especializadas en información científica y técnica que sirven a los programas de docencia e investigación de la Institución. Están compuestos por cerca de 770.000 monografías (libros, discos, cintas, etc.), más de 10.600 publicaciones periódicas, más de 2.000 libros electrónicos, cerca de 57.000 revistas electrónicas, y 201 bases de datos.
El fondo antiguo está formado por con una importante colección de libros impresos en los siglos XV, XVI, XVII, XVIII y XIX, entre los que cabe destacar 35 manuscritos, 16 títulos de incunables, 451 volúmenes del siglo XVI y 810 del siglo XVII.

### Visión
La Biblioteca Universitaria dispone de un sistema de información documental y bibliográfico que responde adecuadamente a los objetivos científicos que tiene la Universidad de Murcia, y que están orientados a la generación del pensamiento científico y técnico, y su aplicación práctica en las diferentes áreas del conocimiento humano, dentro de los escenarios de competitividad y globalización, con el fin último de servir a la sociedad y convertirse en un verdadero centro de recursos para la docencia, el aprendizaje y la investigación.

### Misión
La Biblioteca es un Servicio Universitario, donde se diseñan, elaboran e instrumentalizan una variada gama de Servicios de información documental científica y técnica, tanto generales como personalizados, presenciales y a distancia, en los que se debe servir eficazmente al logro de los objetivos y metas indicados en los programas de docencia, investigación y difusión de la cultura, que lleve a cabo la Universidad de Murcia, para ponerlos a disposición de toda la Comunidad Universitaria.

### Centros
Esta lista es actualizada periódicamente por un bot usando los contenidos de Wikidata, por lo que cualquier cambio manual se perderá.
| Elemento de Wikidata | Etiqueta                                                                               | Dirección | Código postal | Ubicación  | Fundación | Coordenadas                                       | Imagen |
| -------------------- | -------------------------------------------------------------------------------------- | --- | ------------- | ---------- | --------- | ------------------------------------------------- | ------ |
| Q85808887            | Biblioteca de la Universidad de Murcia - Biblioteca de Ciencias Sociosanitarias        | es:Avda. de las Fuerzas Armadas, s/n, Campus de Lorca. Facultad de Ciencias Sociosanitarias.                            | 30800         | Lorca      |           | 37°41′01″N 1°41′08″O / 37.683624, -1.685444       |        |
| Q85809123            | Biblioteca de la Universidad de Murcia - Biblioteca de Informática                     | es:Campus de Espinardo, s/n, Facultad de Informática, planta baja                                                       | 30100         | Murcia     |           | 38°01′06″N 1°10′11″O / 38.018244, -1.169851       |        |
| Q85809131            | Biblioteca de la Universidad de Murcia - Biblioteca del Campus de Ciencias de la Salud | es:Ctra. Madrid-Cartagena, s/n, Pabellón Docente Virge de la Arrixaca, situado en el perímetro del recinto hospitalario | 30120         | Murcia     |           | 37°55′49″N 1°09′53″O / 37.930303, -1.164701       |        |
| Q85809128            | Biblioteca de la Universidad de Murcia - Biblioteca de Psicología                      | es:Campus de Espinardo, s/n                                                                                             | 30100         | Murcia     |           | 38°01′14″N 1°10′13″O / 38.0206, -1.17021          |        |
| Q85809134            | Biblioteca de la Universidad de Murcia - Biblioteca Jurídica                           | es:Plz. Santo Cristo, 1, Faculta de Derecho, planta baja Campus de la Merced                                            | 30001         | Murcia     |           | 37°59′15″N 1°07′38″O / 37.987438, -1.127273       |        |
| Q85809143            | Biblioteca de la Universidad de Murcia - Biblioteca Ronda de Levante                   | es:Ronda de Levante, s/n, Edificio Rector Sabater, planta baja                                                          | 30008         | Murcia     |           | 37°59′31″N 1°07′39″O / 37.991817, -1.127493       |        |
| Q85809146            | Biblioteca de la Universidad de Murcia - Centro de Documentación Europea               | es:Campus de Espinardo, s/n, Biblioteca General. Planta Baja                                                            | 30100         | Murcia     |           | 38°01′06″N 1°10′11″O / 38.018244, -1.169851       |        |
| Q85809148            | Biblioteca de la Universidad de Murcia - CRAI Biblioteca Ciencias de la Salud          | es:Campus de Espinardo, s/n, Facultad de Medicina, planta baja                                                          | 30100         | Murcia     |           | 38°01′06″N 1°10′11″O / 38.018244, -1.169851       |        |
| Q85809156            | Biblioteca de la Universidad de Murcia - CRAI Biblioteca de Ciencias                   | es:Campus del Espinardo, s/n, Aulario de Biología y Química                                                             | 30100         | Murcia     |           | 38°01′06″N 1°10′11″O / 38.018244, -1.169851       |        |
| Q85809160            | Biblioteca de la Universidad de Murcia - CRAI Biblioteca Luis Vives                    | es:Campus de Espinardo, s/n, Edificio Luis Vives                                                                        | 30100         | Murcia     |           | 38°01′06″N 1°10′11″O / 38.018244, -1.169851       |        |
| Q85809174            | Biblioteca de la Universidad de Murcia - CRAI Hemeroteca Ciencias Sociales             | es:Campus de Espinardo, Edificio Luis Vives                                                                             | 30100         | Murcia     |           | 38°01′06″N 1°10′11″O / 38.018244, -1.169851       |        |
| Q85809178            | Biblioteca de la Universidad de Murcia - CRAI Hemeroteca Economía y Empresa            | es:Campus de Espinardo, s/n, Facultad de Economía y Empresa                                                             | 30100         | Murcia     |           | 38°01′06″N 1°10′11″O / 38.018244, -1.169851       |        |
| Q85809182            | Biblioteca de la Universidad de Murcia - Hemeroteca Científica                         | es:Campus de Espinardo, s/n, Biblioteca General. Planta 2ª                                                              | 30100         | Murcia     |           | 38°01′06″N 1°10′11″O / 38.018244, -1.169851       |        |
| Q85809185            | Biblioteca de la Universidad de Murcia - Hemeroteca Clara Campoamor                    | es:Campus La Merced, Campus de la Merced. Edificio Clara Campoamor, junto a la facultad de Derecho                      | 30001         | Murcia     |           | 37°59′15″N 1°07′38″O / 37.987504, -1.127279       |        |
| Q85809486            | Biblioteca de la Universidad de Murcia - Biblioteca de Ciencias del Deporte            | es:c/ Argentina, s/n, Campus de San Javier                                                                              | 30720         | San Javier |           | 37°48′37″N 0°48′24″O / 37.810293, -0.806766       |        |
| Q18417207            | Biblioteca de la Universidad de Murcia - Biblioteca Antonio de Nebrija                 | es:c/ Santo Cristo, 1, Campus de la Merced                                                                              | 30001         | Murcia     |           | 37°59′17″N 1°07′30″O / 37.988055555555555, -1.125 |        |
| Q18417209            | Biblioteca Digital Floridablanca                                                       | |               | Murcia     | 2002      |                                                   |        |
| Q18417213            | Biblioteca de la Universidad de Murcia - Biblioteca General María Moliner              | es:Campus de Espinardo                                                                                                  | 30100         | Murcia     |           | 38°01′14″N 1°10′13″O / 38.020617, -1.170206       |        |